# Eremiascincus antoniorum
Eremiascincus antoniorum — вид сцинкоподібних ящірок родини сцинкових (Scincidae). Ендемік Індонезії.

## Поширення і екологія
Eremiascincus antoniorum мешкають в горах на заході острова Тимор. Вони живуть в сухих тропічних лісах, серед каміння, трапляються в садах.

## Збереження
МСОП класифікує цей вид як такий, що перебуває на межі зникнення. Eremiascincus antoniorum загрожує знищення природного середовища.